# Casa-fàbrica Baladia
La casa-fàbrica Baladia (també escrit Valadia) és un conjunt de dues finques als carrers del Rec Comtal, dels Ocells i d'en Cortines de Barcelona. Com que no està catalogat, li correspon la categoria D (bé d'interès documental) atorgada per defecte a tots els del districte de Ciutat Vella.

## Història
El 1717, Maria Ventura de Fivaller i de Torroella va establir en emfiteusi una casa al carrer dels Tints o del Rec Comtal i dels Ocells al blanquer Josep Baladia (o Valadia), amb el dret de prendre aigües del Rec Comtal. El 1781, el seu fill Lleí (castellà: Licerio) Baladia, casat amb Isabel Masferrer, va demanar permís per a reedificar-la amb planta baixa, entresol i tres pisos sobre el solar de la casa heretada del seu pare i tres més del forner Andreu Vidal.
El 1795, el seu fill Josep Baladia i Masferrer, casat amb Maria Manyalich, va adquirir en emfiteusi al tintorer Lluís Cantarell una propietat a l'altra banda del carrer dels Ocells. Tot seguit, va demanar permís per a reedificar-la, i novament el 1800 per a construir un pont sobre el carrer. El 1806, el seu fill Miquel Baladia i Manyalich, comerciant i casat amb Maria Ramon, va demanar permís per a obrir-hi una porta al carrer d'en Cortines.

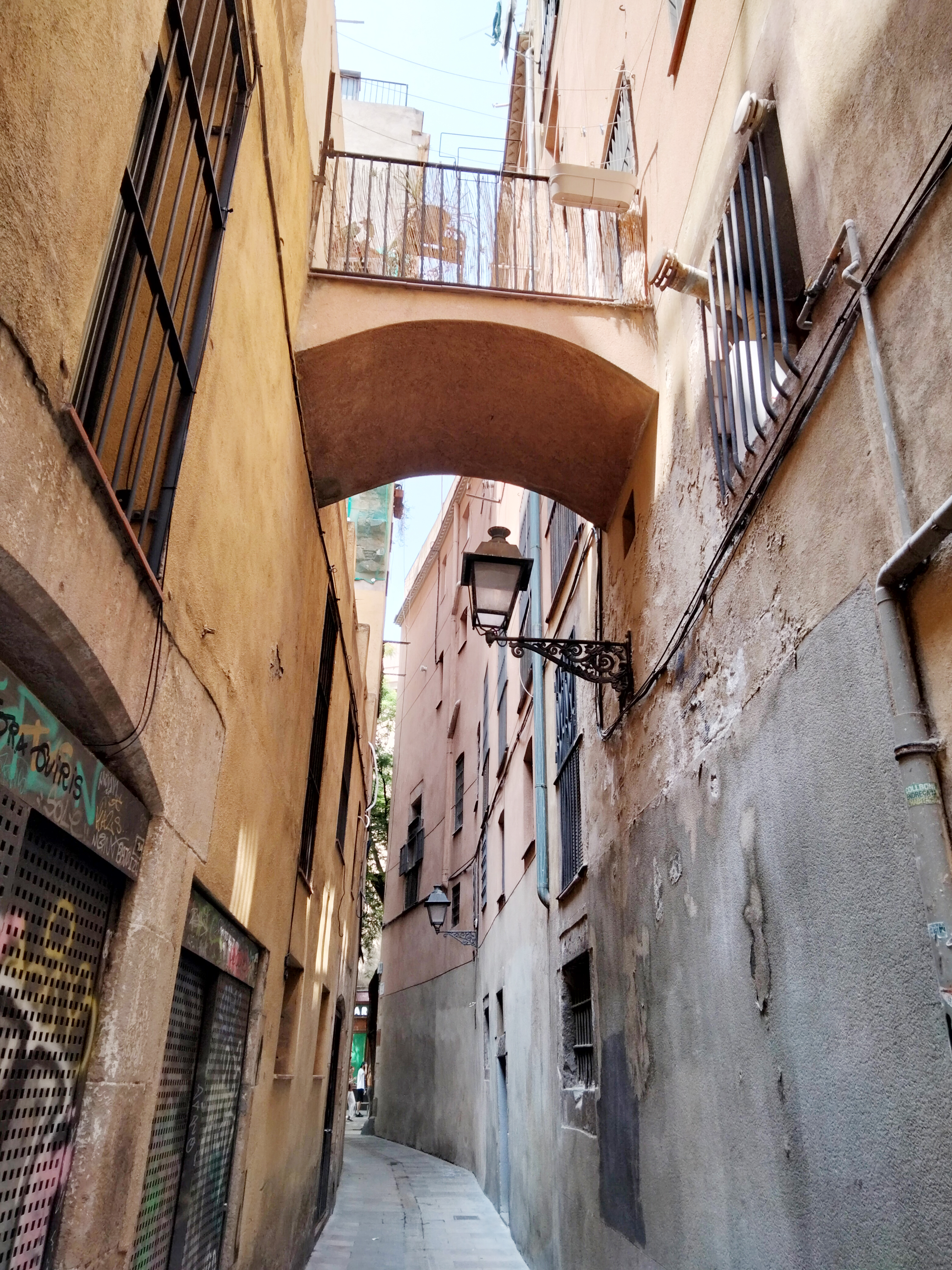
Pont sobre el carrer dels Ocells

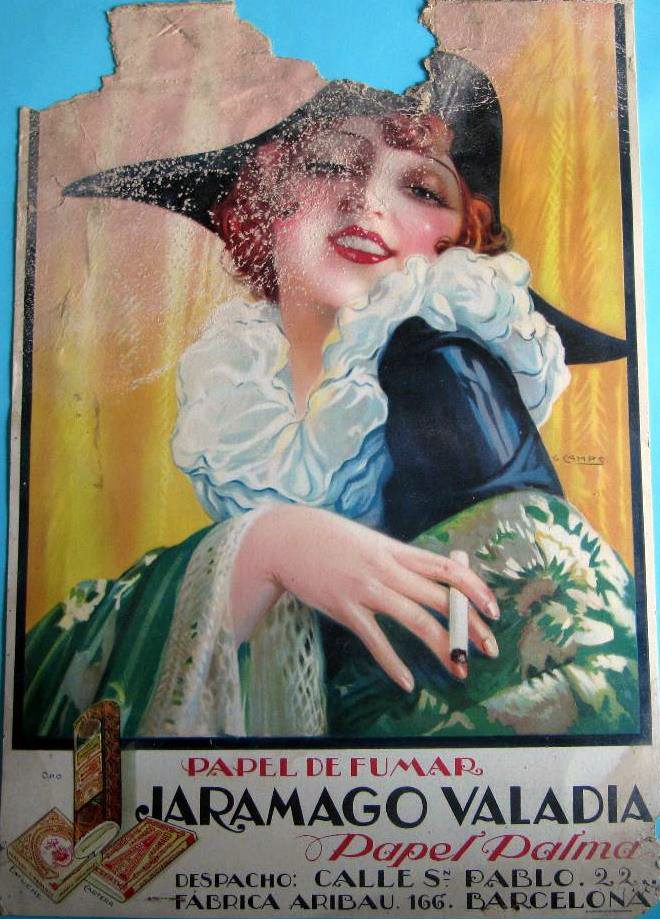
Cartell publicitari de Gaspar Camps

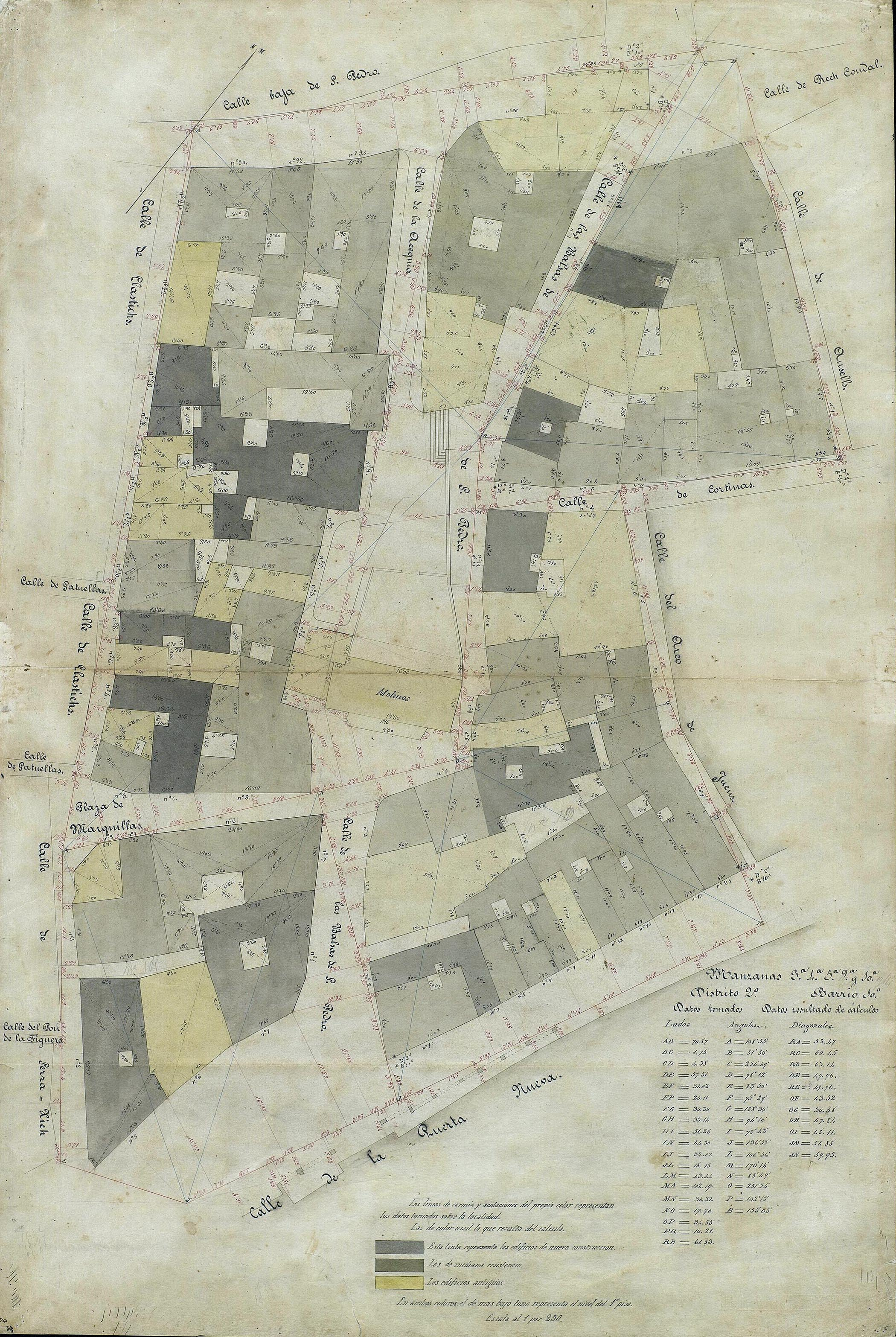
Quarteró núm. 37 de Garriga i Roca (c. 1860)

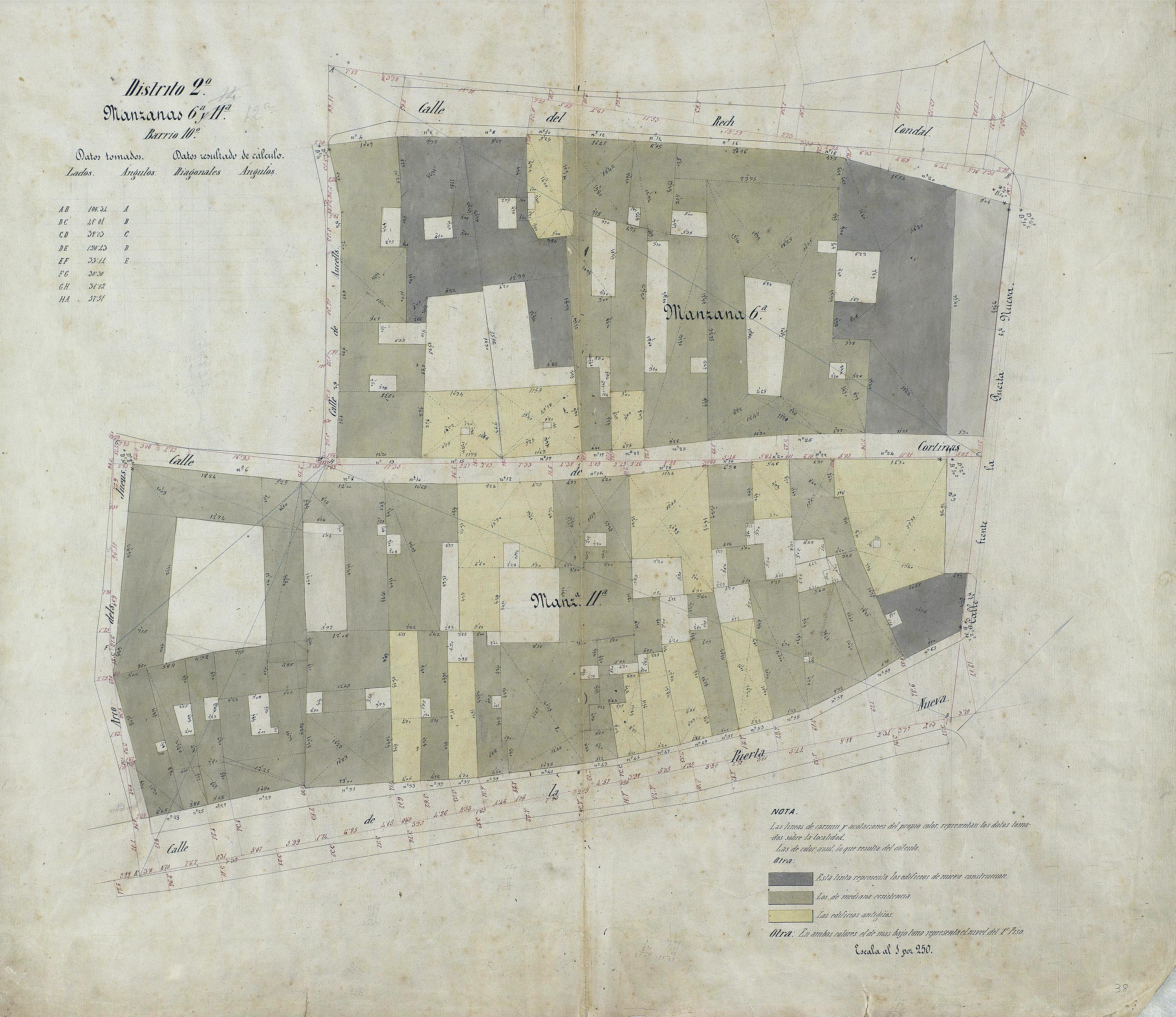
Quarteró núm. 38 de Garriga i Roca (c. 1860)

El 1852, els seus fills Rafael i Jacint Baladia i Ramon van hipotecar la casa principal com a garantia d'un préstec per a pagar uns deutes, la qual cosa originà un litigi i la subhasta de la propietat el 1865. Finalment, va passar a mans dels germans Antònia, Artur i Conrad Baladia i Oliveras, fills de Miquel Baladia i Ramon i de Dolors Oliveras. El 1885, Artur va vendre'n la seva tercera part a l'oftalmòleg Anicet Mascaró i Cos (Lledó d'Empordà, 1842-Lisboa, 1906), que al seu torn la vengué a Conrad, el que va donar lloc a un litigi del primer contra els seus germans. Antònia es va casar amb el metge de l'Armada Espanyola Joaquim Mascaró i Cos (Lledó d'Empordà, 1845-Barcelona, 1906), germà d'Anicet, amb qui va tenir una filla, Elisa Mascaró i Baladia. Conrad hi tenia una fàbrica de paper de fumar, fet a partir del suc del rave rusticà (jaramago en castellà), que s'anunciava com a remei per a les afeccions respiratòries i va guanyar una medalla de plata a l'Exposició de València de 1883 i una altra de bronze a l'Exposició Universal de Barcelona de 1888.
Antònia va morir el 1895 i Conrad ho feu el 1897, essent succeït per la seva neboda Elisa i el seu cunyat i marmessor Joaquim, que finalment guanyaren el litigi. La fàbrica, traslladada al carrer d'Aribau, 164-166 (antic 42 de Gràcia), on també hi havia la residència familiar, continuà funcionant, primer sota la raó social Hereva de Conrad Valadia, i després com a Jaramago Valadia SA, i finalment passà a mans de Miquel i Costas & Miquel.